# José Sarmiento Valladares
José Sarmiento de Valladares (San Román de Saxamonde (Redondela), 4 de mayo de 1643-Madrid, 10 de septiembre de 1708), conde consorte de Moctezuma de Tultengo y de Tula, I duque de Atrisco fue el 32.º virrey de la Nueva España. Era hijo de Gregorio Sarmiento de Valladares y Juana Sarmiento de Valladares y Meira.

## Familia
Bautizado en la iglesia parroquial de San Román de Saxamonde el 4 de mayo de 1643, fue el menor de los cinco hijos varones de Gregorio Sarmiento de Valladares y Romay, señor de la villa y coto de Valladares, Meira, Saxamonde y otras casas solares, que casó con su prima hermana, Juana Sarmiento de Valladares y Meira (n. Bayona, 3 de enero de 1605), hija póstuma de su tío Juan Sarmiento de Valladares y de su esposa Constanza Niño de Castro. Su hermano mayor Luis Sarmiento de Valladares fue el primer vizconde de Meira y el primer marqués de Valladares.

## Matrimonios y descendencia
Se casó en primeras nupcias el 4 de abril de 1680, en Granada, con Jerónima de Moctezuma Jofré de Loaysa y Carrillo (m. Madrid, 16 de enero de 1692), tercera condesa de Moctezuma de Tultengo, de quien tuvo, por lo menos, dos hijas: 
- Fausta Dominga Sarmiento de Valladares y Moctezuma (3 de enero de 1689-16 de julio de 1697[8], IV condesa de Moctezuma.[9]
- Melchora Juana Sarmiento de Valladares y Moctezuma (n. 30 de marzo de 1691),[10] V condesa de Moctezuma de Tultengo[11]  y II duquesa de Atrisco.

Contrajo un segundo matrimonio el 16 de enero de 1694, en Madrid, con María Andrea de Guzmán y Dávila (m. 13 de septiembre de 1714), hija de Luis Manuel de Guzmán y Zúñiga, IV marqués de Villamanrique y VII marqués de Ayamonte, grande de España, y de Ana Dávila y Osorio, II marquesa de la Villa de San Román y IX condesa de Santa Marta de Ortigueira, viuda de Francisco María Fernández de Córdoba y Folch de Cardona, VIII duque de Sessa y muchos más títulos. Fruto de este matrimonio nació una hija:
- Bernarda Sarmiento de Valladares y Guzmán (1695-27 de agosto de 1752), III marquesa de Valladares, III vizcondesa y Meira y III duquesa de Atrisco, grande de España.[13]

## Vida
Fue el último virrey de la Nueva España que sirvió bajo la Casa de Austria. Tras la muerte del rey Carlos II regresó a España, donde fue nombrado presidente del Consejo de Indias.
Durante su mandato, decidió emprender obras de reconstrucción, pues muchos edificios oficiales estaban incendiados y abandonados. El Palacio de los Virreyes, incendiado, estaba casi inhabitable desde 1692.
Tras su regreso a España, a sus sesenta años el cargo de virrey había supuesto el culmen de su carrera política, por lo que sus aspiraciones se cifraban, sobre todo, en disfrutar de su fortuna y acordar casamientos ventajosos para sus dos hijas. Como reconocimiento a sus servicios en la Nueva España se le concedió el 25 de noviembre de 1704 el título de duque de Atrisco, sin que su equívoco papel durante la arribada de la flota a Vigo pesase en su contra. Su donativo de 100 000 escudos de plata entregados a la Corona para sufragar las urgencias de la guerra contribuyeron a ello. Más adelante, agradeció con un donativo de 1000 doblones de oro una renta de 4000 concedida por el rey sobre rentas situadas en la provincia de Yucatán. Muestra de que siguió contando con el favor del monarca hasta el final de sus días, la tenemos en que entre agosto de 1705 y febrero de 1707 asumió interinamente la presidencia del Consejo de Indias.